# Phricotelphusa limula
Phricotelphusa limula is een krabbensoort uit de familie van de Gecarcinucidae. De wetenschappelijke naam van de soort is voor het eerst geldig gepubliceerd in 1882 door Hilgendorf.